# یاکوف پروتازانوف
یاکوف اَلکساندرُویچ پروتازانوف (روسی: Я́ков Алекса́ндрович Протаза́нов؛ ۲۳ ژانویهٔ ۱۸۸۱ – ۸ اوت ۱۹۴۵) کارگردان، فیلم‌نامه‌نویس و بازیگر اهل امپراتوری روسیه بود. وی بین سال‌های ۱۹۰۹ تا ۱۹۴۳ میلادی فعالیت می‌کرد. وی را از پدران پیدایش سینمای روسیه می‌دانند.
از فیلم‌هایی که در آن نقش داشته می‌توان به تب شطرنج اشاره کرد.